# Tinamú de Bonaparte
El tinamú de Bonaparte (Nothocercus bonapartei) és una espècie d'ocell de la família dels tinàmids (Tinamidae) que viu en zones de selva humida, localment a terres altes de Costa Rica, Panamà, Colòmbia, Veneçuela, Equador i el Perú.